# Onthophagus poeophagus
Onthophagus poeophagus là một loài bọ cánh cứng trong họ Bọ hung (Scarabaeidae).